# シヤフ・チャン・カウィール2世

シヤフ・チャン・カウィール2世（Siyaj Chan K'awiil II）、通称「嵐の空」（Stormy Sky）はマヤ文明の都市ティカルの第16代目の統治者。前王ヤシュ・ヌーン・アイーン1世の息子であり、「投槍フクロウ」の孫。即位したのは425年と推定されている。
ティカルの石碑31は彼の治世に建てられたものであり、439年の彼の祖父「投槍フクロウ」の死に関して書かれている。ティカル第33号神殿がシヤフ・チャン・カウィールの埋葬ピラミッドであり、彼の墓所はこの下にある。